# 삼성 갤럭시 A5 (2016)
삼성 갤럭시 A5 (2016)은 삼성 갤럭시 A5의 2016년 모델으로 중급형 스마트폰에 속한다. 삼성 갤럭시 A5(2015)의 후속 기종이며 후속작으로는 삼성 갤럭시 A5 (2017) 이 있다. 2015년 12월 3일 갤럭시 A3 (2016), 갤럭시 A7 (2016)과 함께 공개되었다. SK텔레콤, KT, LG U+를 통해 출시되었다.

## 하드웨어
후면에는 13MP, 조리개값 F/1.9 카메라가 탑제되었고 OIS가 탑재되었다.
전면 카메라는 5MP, 조리개값 F1.9인 카메라가 탑재되었다.
FHD해상도의 Super AMOLED 디스플레이가 탑재되었다.
외장 메모리 슬롯이 있어 저장공간을 최대 128GB까지 확장 가능하다.

## 디자인
| 갤럭시 A5 (2016) |           |
| 색상             | 이름      |
|                  | 블랙      |
|                  | 화이트    |
|                  | 골드      |
|                  | 핑크 골드 |

국내 내수용은 블랙, 화이트, 핑크 골드 총 3가지 색으로 출시되었다.

## 출시
2016년 1월 14일 한국시장에 출시되었으며 52만 8천원에 출시되었다.

## 같이 보기
- 삼성 갤럭시 A5 (2015)
- 삼성 갤럭시 A5 (2017)
- 삼성 갤럭시 A8 (2016)
- 삼성 갤럭시 A7
- 삼성 갤럭시 알파